# Carl Gustav Odermann
Carl Gustav Odermann (* 6. Mai 1815 in Leipzig; † 12. Februar 1904 in Dresden) war ein deutscher Handelsschullehrer.

## Leben
Carl Gustav Odermann wurde in einfachen Verhältnissen geboren. Nach dem Besuch einer Volksschule trat er als Lehrling in ein Kolonialwarengeschäft ein. Dort wurde ihm trotz seiner Begabung der Eintritt in die Lehrlingsabteilung der Öffentlichen Handelslehranstalt verweigert. Sein Schulrektor, August Schiebe förderte ihn jedoch in seinen privaten Studien. 1839 wurde Odermann mit kleiner Studentenzahl in das Lehrerkollegium der Öffentlichen Handelslehranstalt (ÖHLA) in Leipzig aufgenommen. Dort blieb er bis 1854. Nach bereits umfangreicher Publikationstätigkeit promovierte er 1853 in Leipzig.
Als 1854 in Dresden eine Handelslehranstalt nach Leipziger Muster ins Leben gerufen werden sollte, wurde Odermann von seinem Mitarbeiter Friedrich Ernst Feller, damals Direktor der Handelsschule Gotha, empfohlen und zum ersten Direktor gewählt. Odermann war bis März 1863 in Dresden tätig. Das Leipziger Direktorat übte er bis Ostern 1878 aus, als er in den Ruhestand trat. Anlässlich seiner Pensionierung bekam er den Professorentitel verliehen. Bekannt wurde er als Pädagoge des Handelsschulwesens, mit vorzugsweise didaktischer Bildung. Sein bleibendes Verdienst besteht in der Ermittlung und Vervollkommnung einer geeigneten Methode für den Unterricht in den Handelswissenschaften.
Odermann verstarb 1904 in Dresden und wurde auf dem Trinitatisfriedhof beigesetzt.

## Leistungen

Das ganze der kaufmännischen Arithmetik. Titelblatt der Ausgabe von 1866

Der Feller-Odermann war das am meisten verbreitete Lehrbuch der Arithmetik des 19. und 20. Jahrhunderts in deutscher Sprache. Der wohl berühmteste Leser dieses Buches war Karl Marx.

## Ehrungen
Zum 1. Januar 1906 wurde in Leipzig die „Odermannstraße“ nach ihm benannt.

## Schriften
- Das Ganze der kaufmännischen Arithmetik. Zum Gebrauche für Handels-, Real- u. Gewerb-Schulen, sowie zum Selbstunterricht für Geschäftsmänner überhaupt; nebst Nachtrag von F. E. Feller und C. G. Odermann. Leipzig 1842.
  - Das Ganze der kaufmännischen Arithmetik. Zum Gebrauche für Handels-, Real- u. Gewerb-Schulen, sowie zum Selbstunterricht für Geschäftsmänner überhaupt; nebst Nachtrag von F. E. Feller und C. G. Odermann. 2. sehr verb. u. verm. Aufl. Georg Wigand, Leipzig 1846.
  - Das Ganze der kaufmännischen Arithmetik für Handels-, Real- und Gewerb-Schulen sowie zum Selbstunterricht für Geschäftsmänner überhaupt von F. E. Feller und C. G. Odermann. 3., verm. und verb. Aufl. Otto August Schulz, Leipzig 1851.
  - Das Ganze der kaufmännischen Arithmetik für Handels-, Real- und Gewerb-Schulen sowie zum Selbstunterricht für Geschäftsmänner überhaupt von F. E. Feller und C. G. Odermann. 4., verm. und verb. Aufl. Otto August Schulz, Leipzig 1853.
  - Das Ganze der kaufmännischen Arithmetik für Handels-, Real- und Gewerb-Schulen sowie zum Selbstunterricht für Geschäftsmänner überhaupt von F. E. Feller und C. G. Odermann. 5., verm. und verb. Aufl. Otto August Schulz, Leipzig 1855 Google Bücher
  - Das Ganze der kaufmännischen Arithmetik. Zum Gebrauche für Handels-, Real- u. Gewerb-Schulen, sowie zum Selbstunterricht für Geschäftsmänner überhaupt; nebst Nachtrag von F. E. Feller und C. G. Odermann. 6. verm. und mit Rücksicht der im deutschen Münz- u. Gewichtswesen eingetretenen Veränderungen verb. Aufl. Otto August Schulz, Leipzig 1856.
  - Das Ganze der kaufmännischen Arithmetik von Dr. F. E. Feller und Dr. C. G. Odermann. Zum 8. Male bearb. von Carl Gustav Odermann. 15. verb. Aufl. Otto Aug. Schulz, Leipzig 1886.
  - Dr. F. E. Feller und Dr. C. G. Odermann. Das Ganze der kaufmännischen Arithmetik. Für Handels-, Real- u. Gewerb-Schulen, sowie zum Selbstunterricht für Geschäftsmänner überhaupt. Herausgegeben von Dr. Carl Gustav Odermann. Director der öffentlichen Handelslehranstalt zu Leipzig. 9., z.um Th. umgearb. u. verm. Aufl. Leipzig: Otto August Schulz 1864 Google Bücher
  - Das Ganze der kaufmännischen Arithmetik von Dr. F. E. Feller und Dr. C. G. Odermann. Zum sechsten Male bearbeitet Dr. Carl Gustav Odermann, Director der öffentlichen Handelslehranstalt zu Leipzig. Dreizehnte in Folge der Umgestaltung des Deutschen Münzwesens durchaus umgearb. Aufl. Otto Aug. Schulz, Leipzig 1876.
  - Das Ganze der kaufmännischen Arithmetik, I. Teil mit Begleitheft zu Auflösungen der Übungsaufgaben, 24. Auflage, neubearbeitet von A. Adler und Br. Kämpfe, Verlag B. G. Teubner, Leipzig und Berlin 1924.

- Praktische Anleitung zur einfachen und doppelten Buchhaltung. Für Handelslehranstalten sowie für angehende Geschäftsleute. Mit einem Vorworte von Aug. Schiebe. Joh. Ambr. Barth, Leipzig 1844.
  - Praktische Anleitung zur einfachen und doppelten Buchhaltung. Für Handelslehranstalten sowie für angehende Geschäftsleute. Dritte verb. Aufl. Joh. Ambr. Barth, Leipzig 1859 Google Bücher
  - Praktische Anleitung zur einfachen und doppelten Buchhaltung. Für Handelsschulen sowie für angehende Geschäftsleute. Joh. Ambr. Barth, Leipzig 1882.

- Lehrbuch der Contorwissenschaft von August Schiebe. Vormaligem Director der öffentlichen Handels-Lehranstalt zu Leipzig. II. Theil. Die kaufmännische Correspondenz. Siebente, sehr vermehrte und verbesserte Auflage von Dr. Carl Gustav Odermann. Director der öffentlichen Handelslehranstalt zu Dresden. J. M. Gebhardt, Grimma 1853 Google Bücher
  - Lehrbuch der Contorwissenschaft. Von A. Schiebe. Vormaligem Director der öffentlichen Handels-Lehranstalt zu Leipzig. 3 Theile (Auch u. d. Tit.: Die Lehre von der Buchhaltung theoretisch u. praktisch dargestellt.) 5. zum großen Theil umgearbeitete und vermehrte Auflage besorgt von Dr. Carl Gustav Odermann. Director der öffentlichen Handelslehranstalt zu Dresden. J. M. Gebhardt: Grimma 1858.
  - Lehrbuch der Contorwissenschaft von August Schiebe. Theil 1. Die Contorwissenschaft im engern Sinne. Theoretisch-praktische Darstellung der schriftlichen Arbeiten des Kaufmanns, mit Ausschluss der Correspondenz und der Buchhaltung. Hrsg. von Dr. Carl G. Odermann. 7. Aufl., J. M. Gebhardt, Leipzig 1871.

- Mittheilungen über die öffentliche Handels-Lehranstalt zu Dresden nach den ersten 9 Monaten ihres Bestehens. Dresden 1855
  - Mitteilungen über die Handels-Lehranstalt zu Dresden am Schlusse des Schuljahres 1855–1856. Dresden 1859–1860.

- Aug. Schiebe's Auswahl deutscher Handelsbriefe für Handlungslehrlinge, mit einer französischen Uebersetzung der vorzüglichsten Wörter und Redensarten. 2. ganz umgearbeitete und vermehrte Auflage besorgt von Dr. C. Glitt. Odermann, Director der öffentlichen Handelslehranstalt zu Dresden. J. M. Gebhardt, Grimma 1858.
  - Auswahl deutscher Handelsbriefe für Handlungslehrlinge, mit einer französischen und englischen Übersetzung der in den Briefen vorkommenden schwierigeren Ausdrücke und Wendungen. Von August Schiebe. Zum neu hrsg. von Dr. Carl Gustav Odermann. 5. Aufl. J. M. Gebhardt, Leipzig 1871
  - Auswahl deutscher Handelsbriefe für Handlungslehrlinge, mit einer französischen und englischen Übersetzung der in den Briefen vorkommenden schwierigeren Ausdrücke und Wendungen. Von August Schiebe. Zum fünften Male verb. hrsg. von Carl Gustav Odermann. 6. Aufl. J. M. Gebhardt, Leipzig 1874.
  - Auswahl deutscher Handelsbriefe für Handlungslehrlinge, mit einer französischen und englischen Übersetzung der in den Briefen vorkommenden schwierigeren Ausdrücke und Wendungen. Von August Schiebe. Zum achten Male verb. hrsg. von Carl Gustav Odermann. 9. Aufl. J. M. Gebhardt Leipzig 1890

- Einige Worte über kaufmännische Bildung. [C. G. Odermann, C. G.]. Leipzig: Kreysing 1863–1864 (Mitteilungen über die Öffentliche Handelslehranstalt zu Leipzig 1863/1864)

- Die Kaufmännische Correspondenz theoretisch und praktisch dargestellt; nebst einer französischen, englischen und italienischen Uebersetzung der schwierigeren in den Briefen vorkommenden Wörter und Wendungen von August Schiebe. Zum 5. Male verm. u. verb. hrsg. von Carl Gustav Odermann, 11. Aufl. J. M. Gebhardt, Leipzig 1869

- Deutsch-französisches Handwörterbuch der Sprache des Handels, des Handelsrechts und der Volkswirthschaft bearb. von Carl Gustav Odermann. Haessel, Leipzig 1883